# Флаперон

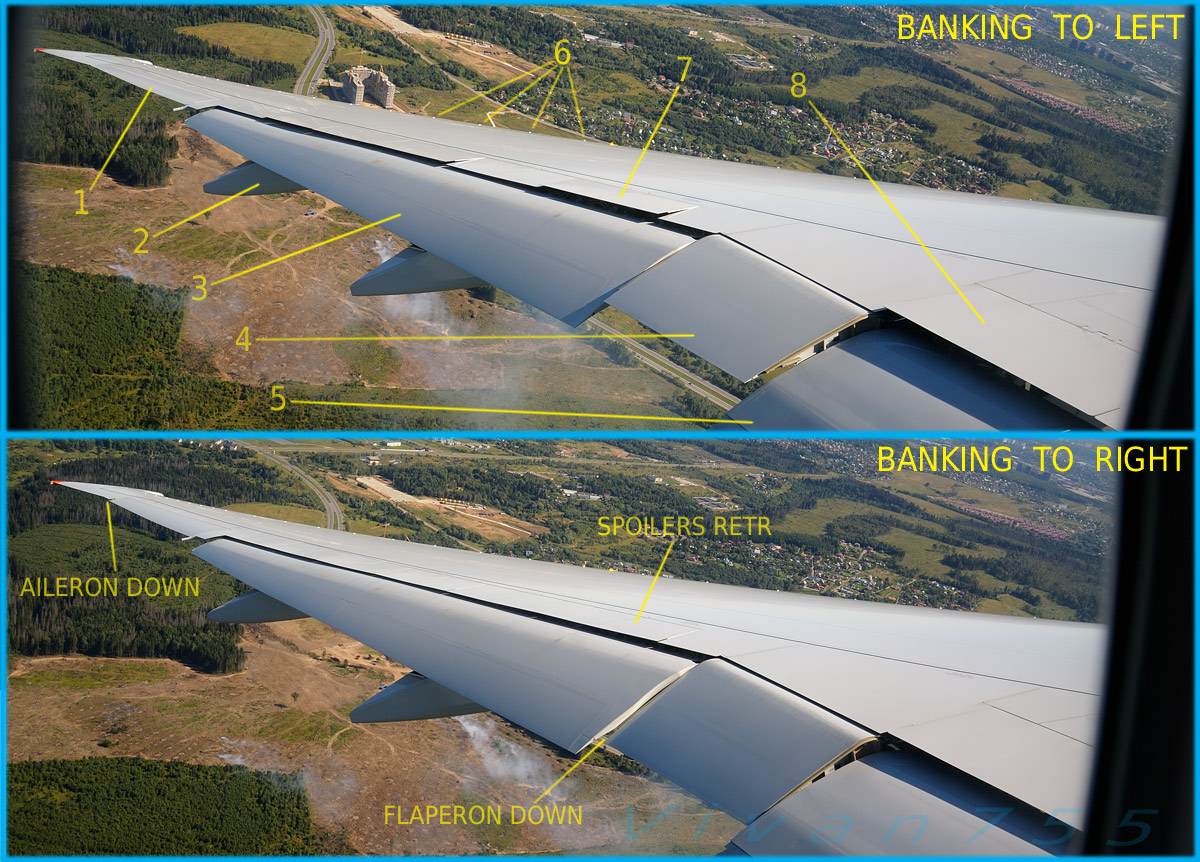
Работа флаперона (4) Боинга 777 при кренении влево и вправо

Флаперо́н (от англ. flaperon ← flap «закрылок» + (ail)eron «(эл)ерон»), или элерон-закрылок, зависающий элерон — управляющая поверхность крыла самолёта, имеющая одновременно назначение элерона и закрылка. В первом случае флапероны на левой и правой плоскости крыла отклоняются разнонаправленно (левый вверх, правый вниз и наоборот), а во втором — одновременно вниз. Существуют модели самолётов, где функции флаперонов чётко разграничены — в полёте они работают в режиме элеронов, на взлёте-посадке отклоняются как закрылки, и также есть конструкции с совмещёнными функциями — при отклонении в режиме закрылков флаперон продолжает работать дифференциально как элерон.
Флапероны достаточно широко применяются в современной легкомоторной авиации как унифицированная управляющая поверхность по крену (в том числе и на тяжёлом истребителе Су-27), либо в дополнение к элеронам и интерцепторам — на больших пассажирских лайнерах, к примеру, Боинг 777. Также флапероны, называемые элеронами-закрылками, применены на снятом с вооружения бомбардировщике Ту-22 — так как при сверхзвуковой скорости полёта эффективность поперечного управления падала из-за эффекта реверса элеронов, то при приборной скорости выше 630 км/ч поперечное управление переключалось при помощи электромеханизмов с элеронов на элероны-закрылки. Обратное переключение происходило при снижении приборной скорости ниже 630 км/ч либо выпуске шасси или закрылков. При работе элеронов на левом борту кабины пилота светились две белых лампы «Работают элероны», при работе элеронов-закрылков — две синих лампы «Работают закрылки».